# Kantorówka
Kantorówka – wieś w Polsce, położona w województwie podlaskim, w powiecie sokólskim, w gminie Sokółka.
| SIMC    | Nazwa         | Rodzaj  |
| ------- | ------------- | ------- |
| 0040206 | Podkantorówka | kolonia |

W latach 1975–1998 wieś administracyjnie należała do województwa białostockiego.
Wierni kościoła rzymskokatolickiego należą do parafii Najświętszego Serca Pana Jezusa w Rozedrance Starej.